# Jehu (motorfiets)
Jehu is een historisch merk van motorfietsen.
The Jehu Motor Co. Ltd., Holborn, Londen. 
In 1901 opgerichte Britse fabriek, die 2¼-, 2½- en 3 pk motoren van eigen makelij en van Minerva en MMC inbouwde. De productie werd rond 1910 gestopt.